# Паркхерст (лунный кратер)
Кратер Паркхерст (лат. Parkhurst) — большой древний ударный кратер в области северо-восточного побережья Моря Южного на обратной стороне Луны. Название присвоено в честь американского астронома Джона Эдельберта Паркхерста (1861—1925) и утверждено Международным астрономическим союзом в 1970 г. Образование кратера относится к донектарскому периоду.

## Описание кратера

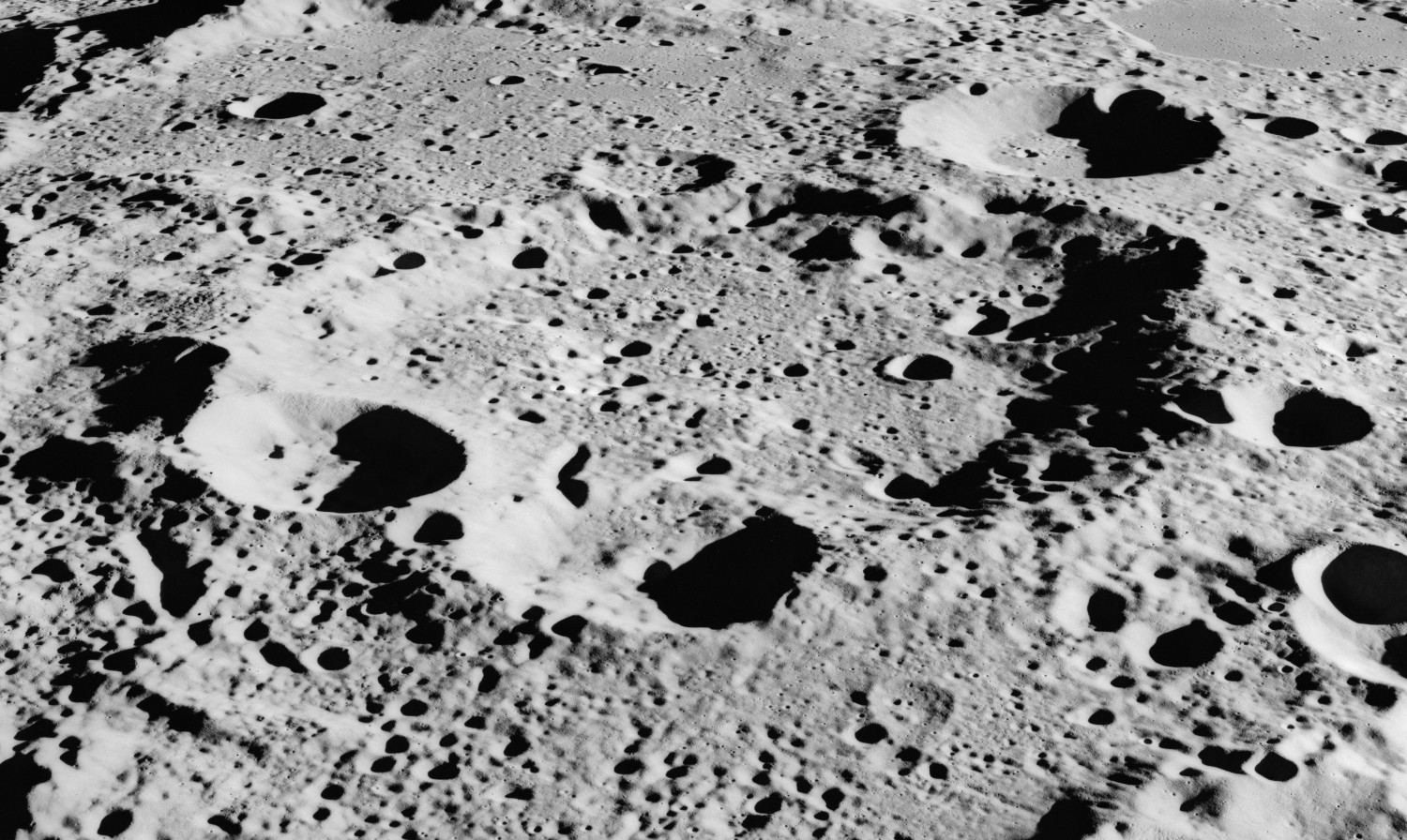
Снимок кратера с борта Аполлона-15.

Ближайшими соседями кратера являются кратер Доннер на западе-северо-западе; кратер Тициус на севере-северо-западе; кратер Скалигер на северо-востоке; кратер Милн на востоке-северо-востоке и кратер Гернсбек на юго-западе. На юго-западе от кратера Паркхерст  расположено Море Южное; на севере Озеро Одиночества. Селенографические координаты центра кратера 33°17′ ю. ш. 103°41′ в. д. / 33,29° ю. ш. 103,69° в. д., диаметр 93,1 км, глубина 2,8 км.
Кратер Паркхерст имеет циркулярную форму и значительно разрушен за длительное время своего существования. Вал сглажен, северо-восточная часть вала перекрыта сателлитными кратерами Паркхерст B и Паркхерст D, юго-западная часть – двумя крупными кратерами. Внутренний склон в юго-восточной части имеет высокое альбедо. Высота вала над окружающей местностью достигает 1460 м, объем кратера составляет приблизительно 9000 км³. Дно чаши сравнительно ровное, испещрено множеством мелких кратеров.

## Сателлитные кратеры
| Паркхерст | Координаты                                              | Диаметр, км |
| --------- | ------------------------------------------------------- | ----------- |
| B         | 31°56′ ю. ш. 104°17′ в. д. / 31,94° ю. ш. 104,29° в. д. | 28,1        |
| D         | 32°46′ ю. ш. 105°14′ в. д. / 32,76° ю. ш. 105,24° в. д. | 27,3        |
| K         | 36°11′ ю. ш. 105°02′ в. д. / 36,19° ю. ш. 105,04° в. д. | 11,5        |
| Q         | 35°02′ ю. ш. 101°31′ в. д. / 35,04° ю. ш. 101,51° в. д. | 37,5        |
| X         | 32°19′ ю. ш. 101°50′ в. д. / 32,31° ю. ш. 101,83° в. д. | 13,8        |
| Y         | 29°42′ ю. ш. 102°42′ в. д. / 29,7° ю. ш. 102,7° в. д.   | 43,0        |

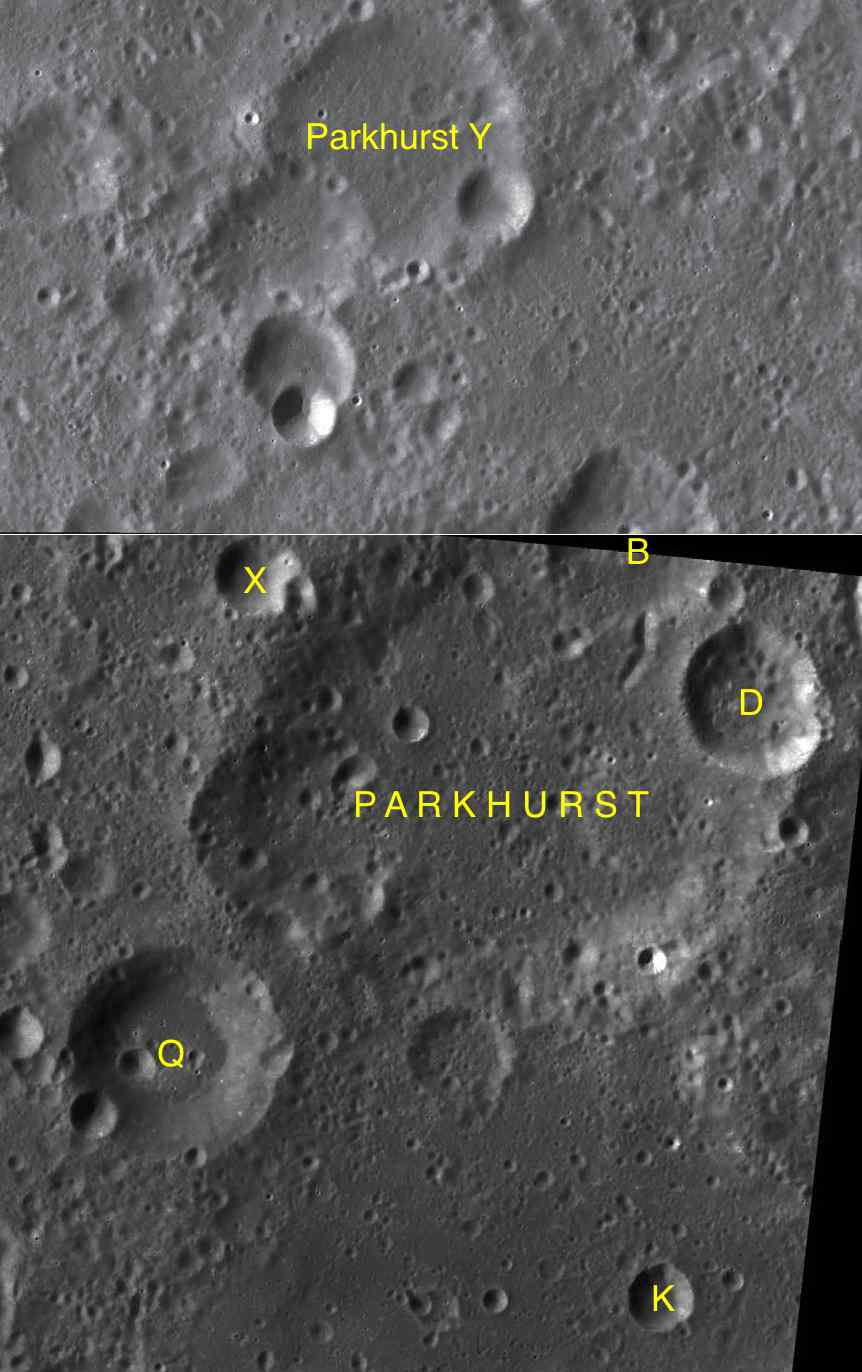
Фрагменты карт LAC-100, LAC-116.

- Образование сателлитных кратеров Паркхерст B и Q относится к нектарскому периоду[1].